# Гамбия Портс Ауторити
«Гамбия Портс Ауторити» — гамбийский футбольный клуб из города Банджул. Выступает в Национальном дивизионе Гамбии. Основан в 1973 году.

## История
Клуб основан в 1973 году, его костяк составили выходцы из команды Real de Banjul. В 1975 году клуб завоевал Кубок Гамбии, а год спустя стал участником первого Африканского кубка обладателей кубков.  В 1983 году «Гамбия Портс Ауторити» играл на первом континентальном клубном первенстве, проиграв в предварительном раунде сенегальскому клубу «Диараф». В 1985 году команда вышла в первый раунд континентального клуба благодаря отзыву заявки команды «Уагадугу», представлявшей Буркина-Фасо, где проиграла марроканскому клубу «Рабат» с антирекордом результативности 0:8.
В 1988/89 клуб прекратил существование, а его место занял бывший фарм-клуб «Уотерсайд».
В 1996 команда была возрождена на базе клуба «Фолконс», победителя банджульского турнира. Сменив имя на «Гамбия Портс Ауторити», команда начала выступать в Третьем дивизионе под началом играющего тренера Эбу Файе (фр. Ebou Faye). Сезон закончился переходом во Второй дивизион. В 1998/99 клуб выиграл национальный чемпионат.
В XXI веке «Гамбия Портс Ауторити» ещё трижды становился национальным чемпионом. Лучшими годами считаются сезоны 2005/06 и 2005/06, когда клуб завоевал высший титул, а также выиграл Суперкубок и Кубок Гамбии. Победа 2007 года обеспечила команде участие в Лиге чемпионов КАФ 2007, где она одержала первую победу на международном уровне, обыграв в предварительном раунде клуб «Асанте Котоко» из Ганы. В первом раунде, после поражения от нигерийской команды «Насарава Юнайтед», клуб выбыл из борьбы. По итогам 2008/09 года клуб вылетел во Второй дивизион, но, вернувшись через год, выиграл в 2010 году национальный чемпионат. В Лиге чемпионов КАФ 2011 «Гамбия Портс Ауторити» снова встретился с клубом «Диараф» из Сенегала и проиграл. Очередной национальный титул был завоёван в 2016 году.

## Достижения
- Чемпионат Гамбии: 7

1973, 1982, 1984, 1999, 2006, 2010, 2016
- Кубок Гамбии: 2

1975, 2007

## Международные соревнования
- Лига чемпионов КАФ:

2007 — Первый раунд
- Клубный кубок африки: 2

1983: Preliminary Round
1985: Первый раунд
- Кубок конфедераций КАФ: 1

2008 — Preliminary Round
- Кубок обладателей кубков КАФ: 2

1976: Preliminary Round
1991: дисквалифицированы в первом раунде

## Тренеры
- Альхаджи Сарр (2006-дек 07)
- Эбрим Чем Джуф «Люкех» (2007-08)
- Маламин Фофана «Фараба» (2008-)